# کامبوج تحت‌الحمایه فرانسه
کامبوج تحت‌الحمایه فرانسه (خمر: ប្រទេសកម្ពុជាក្រោមអាណាព្យាបាលបារាំង) اشاره به پادشاهی کامبوج زمانی که این کشور تحت‌الحمایه فرانسه بود در داخل هندوچین فرانسه ، مجموعه ای از مناطق تحت‌الحمایه در جنوب شرقی آسیا در داخل تاریخ استعمارگری فرانسه دارد.